# Viadotto di Craigmore
Il viadotto di Craigmore (in inglese Craigmore Viaduct, in gaelico Tarbhealach Craig Mór) è un ponte ferroviario situato vicino a Bessbrook, contea di Armagh, Irlanda del Nord, chiamato localmente 18 Arches (18 archi) dal numero, come si evince, di archi che possiede. Attraversa la valle del fiume Camlough.
Il ponte fu progettato dall'ingegnere civile John Benjamin Macneill e la realizzazione iniziò nel 1849, per la ferrovia Dublino e Belfast Junction. Fu completato e aperto nel 1852. È costituito da 18 archi con luce di 18,28 metri. Il punto più alto della struttura è di 38,4 metri, il che lo rende il viadotto più alto dell'Irlanda. La lunghezza del ponte, costruito con blocchi di granito proveniente dalla vicina cava di Goraghwood, raggiunge il quarto di miglio, all'incirca 402 metri.
Serve la ferrovia Dublino–Belfast.
.

## L'attentato
Il 2 marzo 1989 una bomba piazzata dall'IRA durante il conflitto nordirlandese, danneggiò il viadotto, esplodendo circa quattro minuti prima che un treno-passeggeri proveniente da Dublino partisse dalla stazione di Newry. Il ponte rimase chiuso fino all'8 marzo 1989 per verifiche..